# Corinne Masiero

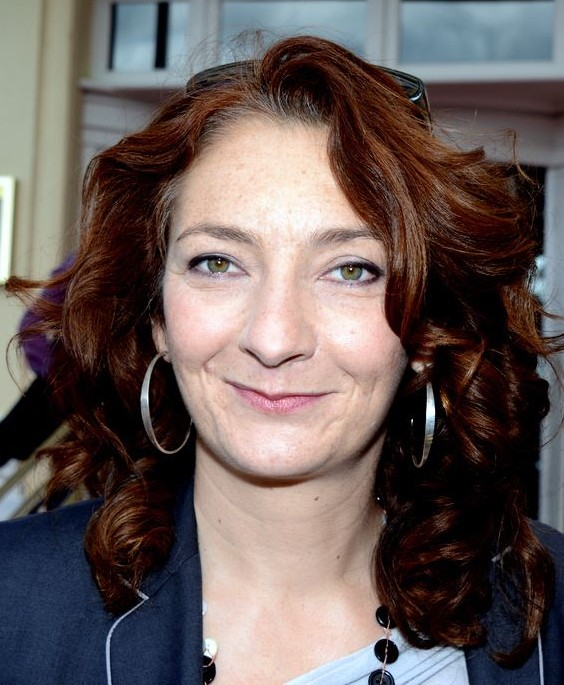
Corinne Masiero 2013

Corinne Masiero (* 3. Februar 1964 in Douai) ist eine französische Schauspielerin.

## Leben
Corinne Masiero begann erst recht spät mit der Schauspielerei. Nachdem sie bereits voll im Berufsleben stand, begann sie im Alter von 28 Jahren mit dem Theater. Ihr Leinwanddebüt gab sie 1998 in dem von Erick Zonca inszenierten Drama Liebe das Leben. Über die Jahre spielte Masiero in über 50 Film- und Fernsehproduktionen mit, wobei ihr 2011 mit der titelgebenden Hauptrolle in dem von Cyril Mennegun inszenierten Drama Louise Wimmer ihr großer Durchbruch gelang. Bei der Verleihung des nationalen Filmpreises César 2013 erhielt sie eine Nominierung als Beste Hauptdarstellerin.
Einen sehr gewagten Auftritt legte sie 2021 bei der Verleihung der Césars hin. Als Laudatorin für die Kategorie Beste Kostüme trat sie in einem blutverschmierten Eselskostüm und Tampons als Ohrringen auf die Bühne. Während ihrer Anmoderation zog sie sich nackt aus, wobei auf ihrem Körper die Worte „No Culture No Futur“ gemalt waren. Einen Seitenhieb verteilte sie dabei an den nicht anwesenden Dominique Boutonnat, den Chef der staatlichen Filmförderungsbehörde CNC. Dieser ist gegenwärtig in einen Missbrauchsskandal verwickelt.

## Filmografie (Auswahl)
- 1998: Liebe das Leben (La vie rêvée des anges)
- 2003: Die Spur führt in die Hölle (Ambre a disparu)
- 2006: La Crim’ (Fernsehserie, 1 Folge)
- 2008: Fred Vargas: Der vierzehnte Stein (Sous les vents de Neptune)
- 2009: Der Retter (À l’origine)
- 2009: Fred Vargas – Bei Einbruch der Nacht (L’homme à l’envers)
- 2009: Fred Vargas – Es geht noch ein Zug von der Gare du Nord (L’homme aux cercles bleus)
- 2010: Die Liebenden und die Toten (Les vivants et les morts, Fernsehserie, 8 Folgen)
- 2010: Engrenages (Fernsehserie, 5 Folgen)
- 2011: Louise Wimmer
- 2011–2013: Desparate Parents (Fais pas ci, fais pas ça, Fernsehserie, 3 Folgen)
- 2012: Schattenkinder (Ombline)
- 2012: Der Geschmack von Rost und Knochen (De rouille et d’os)
- 2013: 11.6 – The French Job (11.6)
- 2013: Choral des Todes (La marque des anges)
- 2013: Die unerschütterliche Liebe der Suzanne (Suzanne)
- 2013: Diven im Ring (Les reines du ring)
- 2013: Indiscrétions
- 2013: La marche
- 2013: Treibsand (Lulu femme nue)
- 2013: Vandal
- 2014: Discount
- 2014–2015: Hard (Fernsehserie, 10 Folgen)
- 2016: Rechenschaft (Carole Matthieu)
- 2018: Der Glanz der Unsichtbaren (Les invisibles)
- 2020: Lucky
- 2020: Online für Anfänger (Effacer l’historique)
- 2021: Der innere Winter (Ésprit d’hiver) (Fernsehdreiteiler)
- 2023: Lou – Abenteuer auf Samtpfoten (Mon chat et moi, la grande aventure de Rroû)
- 2024: Ich lasse mir nichts mehr gefallen (Je ne me laisserai plus faire)